# Suburban Noise
I Suburban Noise (acronimo Su.N.) sono una band Emo-core nata a Campi Salentina nel 1995. Dopo lo scioglimento nel 2000 e un breve periodo di reunion nel 2008, il gruppo si è riformato nel 2018.

## Storia
Luca, Stefano e Luigi sono tre skaters e hanno il primo contatto con il Punk rock grazie alle colonne sonore dei video di skate di fine anni '80 e primi anni '90, con band come Hüsker Dü, Pegboy, Big Drill Car; citano inoltre le band italiane Kina (gruppo musicale) e Negazione (gruppo musicale) come fonte della loro ispirazione iniziale. Il trio registra il primo demo con mezzi di fortuna e si ricolloca poco dopo a Urbino per l'università, suonando in giro per lo stivale, principalmente nel circuito DIY dei centri sociali; durante gli anni universitari la band pubblica una serie di uscite grazie alla collaborazione di collettivi ed etichette indipendenti fino al 2000, anno del loro scioglimento.
Sunward è il primo vero lavoro in studio, il Purerock studio di Brindisi, registrato nel '97 quando i tre ragazzi hanno appena 18 anni; il 7" rappresenta una nuova tappa nel percorso della band, con una ricerca nelle melodie e nei testi che esprime una nuova sensibilità: a questo proposito Andrea Pomini, in un articolo su Rumore (rivista) del 2002 dedicato alla nascita dell'Emocore, cita i Su.N.  per parlare della scena italiana negli anni '90. Nel '98 il trio entra nuovamente in sala di incisione, questa volta il Maelstrom Studio di Marc Urselli, per registrare l'Ep Here comes the Sun e, alcuni mesi più tardi, i brani che poi saranno inclusi nello split con i Room 104, El sonido de la ciento y cuatro: entrambi i dischi evidenziano un ulteriore passo avanti nel nuovo songwriting. 
Nel 2008 i Su.N. si ritrovano per una reunion a Squinzano (LE), il live è registrato e alcuni dei pezzi suonati dal vivo vengono inclusi nell'antologia El Sonido del Suburbio, uscita per l'etichetta giapponese SP rec. l'anno successivo. 
A distanza di dieci anni dalla reunion, nel 2018, la band si ricompone e si ritrova presto in studio per registrare due pezzi che dedica a Marco Morosini (Eversor/the Miles Apart) come incoraggiamento e supporto in un momento di difficoltà per la sua salute, poi inclusi nell'Ep digitale Now/Here pubblicato per l'etichetta indipendente Loyal To Your Dreams; nel 2021 è menzionata nel libro Disconnection dedicato all'Hardcore punk italiano negli anni novanta, nel capitolo "Altre realtà", insieme ai conterranei Shock Treatment. 
In seguito all'Ep, registrato al Sudestudio di Guagnano (LE), la band vi ritorna in sessioni successive per dar vita all' LP Somewhere between now and forever, uscito per Overdrive, Shove e Waterslide a fine 2022.

## Formazione
- Luca Dello Preite: voce, chitarra
- Stefano Manca: basso, cori
- Luigi Selleri: batteria, cori

## Discografia
- 1996 - Suburban Noise, demo tape (autoproduzione)
- 1997 - Sunward , 7" (Memokid 01, Terapia Intensiva, Ciaula scopre la luna, Dischi Rozzi)
- 1998 - Here comes the Sun, cd EP (Memokid 04, Tomcat rec. 002)
- 1998  - v/a Orecchiette Alla Pestona! Puglia punk/HC compil-azione, cassetta (autoproduzione)
- 1999 - El sonido de la ciento y cuatro, split 7" w/ Room 104 (Memokid 05, Terapia Intensiva, Autoproduzioni Bastarde, Laboratorio dell'Utopia, Smartz Recordz, Sarchiapone, Tomcat records, Causa Persa, Chekikka records)
- 2009 - v/a Eleventh hour confessions, rock volume two, cd (Quickstar productions)
- 2009 - El Sonido del Suburbio, cd (SP)
- 2019 - Now/Here, digital EP (Loyal To Your Dreams)
- 2022 - Somewhere between now and forever, LP (Overdrive, Shove, Waterslide)